# 安森 (愛荷華州)
安森（英語：Anthon）是美国艾奥瓦州伍德伯里縣下轄的一个城市。2010年人口统计为565人。